# José Canseco
José Canseco Capas, Jr. (La Habana, 2 de julio de 1964) es un exjugador de béisbol cubano. Jugó como outfielder y bateador designado en la Major League Baseball.

## Primeros pasos en el béisbol
Canseco salió junto a su familia de Cuba cuando era un niño. Él, José y su hermano Ozzie crecieron en el área de Miami, Florida, asistiendo a la escuela Miami Coral Park High School. No cursó estudios universitarios ya que en 1982 fue seleccionado en la 15.ª ronda por los Oakland Athletics. recibió mucho respeto por su poder al bat en equipos de ligas menores como los Idaho Falls A's, de Idaho Falls, Idaho y los Modesto A's de Modesto (California) ya que era común que lograra conectar home runs de más de 500 pies. Canseco comenzó la temporada de 1985 con el equipo de AA, los Huntsville Stars y llegó a ser conocido como el "Estacionamiento de José", por sus largos home runs (25 en solo media temporada), los cuales casi lograban llegar a una de las áreas de los estacionaminetos del Joe Davis Stadium.

## Carrera profesional

### Oakland A's
A finales de la temporada de 1985, fue llamado por los Oakland A's, jugando en 29 partidos. Su llegada tuvo un impacto inmediato en 1986, su primera temporada completa, siendo nombrado el Novato del Año de la Liga Americana después de conectar 33 home runs y tener 117 RBIs. En 1987, Mark McGwire se unió a Canseco con los Athletics; McGwire conectó 49 home runs ese año y también fue nombrado El Novato del Año de la Liga Americana. Juntos formaron un tandem terrible a la ofensiva, el que llegó a ser conocido como los "Bash Brothers."
En 1988, Canseco se convirtió en el primer jugador de la historia de las Ligas Mayores en conectar por lo menos 40 home runs y robar por lo menos 40 bases en el mismo año al conectar 42 home runs y robar 40 bases. Después de esto, la calle de la escuela en donde estudió en Miami fue nombrada en su honor. Ese mismo año ayudó a los Athletics a llegar a la Serie Mundial pero perdieron con los Dodgers en cinco juegos. Canseco fue nombrado de manera unánime como el Jugador Más Valioso de la Liga Americana en 1988, con un porcentaje de bateo de 0,307, 120 carreras anotadas, 124 RBIs, 42 home runs y 40 bases robadas.
En 1989, Canseco solo jugó en 65 partidos de temporada regular por una muñeca rota, pero aun así logró conectar 17 home runs para ayudar a los Athletics a ganar su primera Serie Mundial desde 1974, venciendo a los San Francisco Giants en cuatro juegos. La Serie Mundial fue interrumpida antes del tercer juego debido a un gran terremoto en la área de la Bahía de San Francisco. 
Canseco volvió en 1990, bateando 37 home runs a pesar de que al final de la temporada le estorbó lo que después se convertiría en un problema recurrente de espalda. Los A's regresaron a la Serie Mundial, pero en esta ocasión fueron barridos por los Cincinnati Reds en cuatro juegos. Canseco continuó siendo productivo, bateando 44 home runs en 1991, pero su carrera llegó a un punto muerto, principalmente debido a las lesiones.

### Texas Rangers
El 31 de agosto de 1992, los A's canjearon a Canseco a los Texas Rangers en medio de un juego y mientras Canseco estaba en la caja de bateo por los jugadores Rubén Sierra, Jeff Russell, y Bobby Witt.
El 26 de mayo de 1993, durante un partido en contra de los Cleveland Indians Carlos Martínez conectó un elevado muy profundo, Canseco corrió hacia la "zona de advertencia" pero perdió de vista la pelota. Esta le pegó en la cabeza y rebotó por encima de la barrera de home run y fue marcada como tal. La gorra que Canseco usó ese día la firmó y la regaló. Está jugada ha sido considerada como uno de los errores más graciosos en la historia del béisbol. Después de este incidente, el equipo Harrisburg Heat le ofreció un contrato para jugar fútbol. Tres días después, Canseco le pidió al mánager del equipo, Kevin Kennedy, que le permitiera ser el pitcher en la octava entrada de un partido que ya estaba perdido en contra de los Boston Red Sox; se lastimó el brazo y tuvo que ser sometido a una cirugía en el codo, por lo que perdió lo que restaba de la temporada.

### Últimas temporadas
Después de un desafortunado regresó a Oakland en 1997, en 1998 Canseco de nuevo tuvo una temporada productiva con los Toronto Blue Jays, cuando conectó 46 home runs y se robó 29 bases, la mayor cantidad desde las 40 que logró en 1988. Su regreso le hizo merecedor del premio AL Silver Slugger, pero este hecho no fue de mucho conocimiento público por la carrera de home run en la Liga Nacional entre Mark McGwire y Sammy Sosa.
Canseco fue a jugar con el equipo de los Tampa Bay Devil Rays en 1999, y estaba teniendo una gran temporada (34 homeruns en 114 partidos; fue seleccionado al Juego de Estrellas) cuando se lastimó la espalda y perdió la temporada restante. Fue transferido a los New York Yankees cerca del final de la temporada de 2000; ganó su segunda Serie Mundial, pero no tuvo un gran impacto ya que solo jugó en un partido en la Serie Mundial que los Yankes le ganaron a los New York Mets.
Canseco jugó con los Chicago White Sox en 2001, después de ser cortado por Anaheim Angels en los entrenamientos de primavera pasó la mitad de la temporada con los Newark Bears de la Atlantic League. En 2002, Canseco fue contratado por los Montreal Expos pero fue dejado libre antes del comienzo de la temporada regular. Canseco se retiró en mayo de 2002. Trató de regresar en 2004, pero no se le ofreció ningún contrato con Los Angeles Dodgers. Sus 462 home runs lo ubican en el 26º lugar de los mejores jonroneros de la historia. Canseco fue líder de todos los tiempos en home runs entre los jugadores de ascendencia latinoamericana; pero ya fue sobrepasado por Manny Ramírez, Carlos Delgado, Rafael Palmeiro, Alex Rodríguez y Sammy Sosa.
[cita requerida]

## Carrera en las ligas independientes
El 29 de junio de 2006, la liga independiente Golden Baseball League anunció que Canseco había llegado a un acuerdo para jugar un año con los San Diego Surf Dawgs. La liga afirmó que el contrato de Canseco incluía la cláusula acerca de la política de pruebas de drogas usual en otros contratos en la cual se especifica que "cualquier jugador será expulsado de manera inmediata si es hallado positivo en las pruebas de detección de esteroides o drogas ilegales".
El 5 de julio de 2006, Canseco fue canjeado a los Long Beach Armada después de haber jugado solo un partido. Fue él quien pidió ese canje debido a "obligaciones familiares".

## Esteroides
En 2005, Canseco admitió haber usado esteriodes anabólicos junto con Jorge Delgado, Damaso Moreno y Manuel Collado en el libro Juiced: Wild Times, Rampant 'Roids, Smash Hits & How Baseball Got Big. Canseco también afirmó que más del 85% de los jugadores de las Ligas Mayores tomaban esteroides, una cifra que es rechazada por mucha gente del béisbol en los Estados Unidos. En el libro, Canseco identificó específicamente a sus excompañeros de equipo Mark McGwire, Jason Giambi, Rafael Palmeiro, Iván Rodríguez y Juan González como consumidores, afirmando que él mismo les ayudaba a inyectárselos. La mayoría de los jugadores nombrados en este libro han negado el uso de esteriodes, aunque Giambi ha admitido que usó esteroides en un testimonio ante un gran jurado que investigó el caso BALCO.
En una audiencia del Congreso de los Estados Unidos centrada en el uso de esteriodes en los deportes, Palmeiro negó categóricamente el uso de drogas para la mejora del rendimiento deportivo, mientras McGwire repetidamente se negó a contestar las preguntas concernientes a su caso. El libro de Canseco se convirtió en un bestseller. El 1 de agosto de 2005, Palmeiro fue suspendido por las Ligas Mayores por diez días por dar positivo en unas pruebas de control de dopaje.
El 13 de diciembre de 2007, José Canseco y Jorge Delgado fueron citados en el Reporte Mitchell. En diciembre de 2007, Canseco también fue nombrado en la declaración jurada de Jason Grimsley en la cual lo mencionan como un usuario asiduo de esteroides. Canseco y Grimsley fueron compañeros de equipo en 2000 con los New York Yankees.
El 30 de diciembre de 2007, se anunció que se imprimiría la secuela del primer libro de Canseco de nombre Vindicated. Este libro se dijo que mencionarían detalles acerca de Alex Rodríguez y Albert Belle. Sería una clarificación de nombres que no fueron mencionados en el Reporte Mitchell. El 5 de enero de 2008, un potencial de este libro, Don Yaeger, un antiguo editor asociado de Sports Illustrated dijo que no publicaría el libro, mencionando al New York Daily News que no veía libro alguno en el material que le dio Canseco. Sin embargo, el 7 de febrero de 2009, Sports Illustrated reportó que Alex Rodríguez dio positivo durante la temporada 2003, algo que pudiera hacer que el libro se viera más real de lo que se creyó en un principio. Finalmente, el 9 de febrero de 2009 Alex Rodríguez confirmó los alegatos previos de Canseco acerca del uso de esteroides en una entrevista exclusiva; Rodríguez admitió que usó esteroides de 2001 a 2003.

## Actividades fuera del béisbol
Aun siendo un jugador activo, participó en varios programas de televisión en los Estados Unidos como Los Simpson y Nash Bridges, pero a partir de su retiro ha aparecido en programas como Late Show with David Letterman, 60 Minutos, The Big Idea with Donny Deutsch, "Boomer and Carton", Howard Stern, Jimmy Kimmel Live!, CMI: The Chris Myers Interview, y Kathy Griffin: My Life on the D-List.  En 2003, fue presentado en el programa especial Stripper's Ball: Jenna Jameson con Dennis Rodman y Magic Johnson.  Participó en la 5ª temporada de La vida surrealista.
En mayo de 2008, el exjugador de fútbol americano Vai Sikahema aceptó el reto de Canseco para pelear por 30.000 dólares. Canseco afirmó haber ganado cinturones negros en Kung Fu, Taekwondo y Muay Thai, mientras que Sikahema peleó en el torneo Golden Gloves (el cual fue ganado por boxeadores como Sugar Ray Leonard Michael Spinks, Evander Holyfield, Óscar de la Hoya y Floyd Mayweather, Jr.). La pelea se llevó a cabo el 12 de julio en Atlantic City en el Bernie Robbins Stadium. Sikahema noqueó a Canseco en el primer round.
El 24 de enero de 2009, Canseco tuvo una pelea de box, en contra de Danny Bonaduce en Aston Township, Pennsylvania; la pelea pactada a tres asaltos terminó en empate.

## Vida familiar
En 1989, su primera esposa, Esther Haddad, con quien se había casado en 1988, lo acusó de violencia doméstica después de que al parecer trató de atropellarla. Se divorciaron en 1991. 
En agosto de 1996 se casó con Jessica Sekely. Fue arrestado en noviembre de 1997 por golpearla. Se divorciaron en 1999. Tienen una hija, Josiphene Marie, quien fue la elegida como Playmate de junio de 2016 para la revista de Playboy y es modelo de Victoria's Secret.
En octubre de 2001, Canseco y su hermano se liaron a golpes en un club nocturno de Miami Beach con otras dos personas, dejando a una de ellas con la nariz rota y a la otra con 20 puntos de sutura en el labio; Canseco fue acusado de asalto agravado. 
En mayo de 2008, Canseco declaró que había perdido su casa en Encino debido a la falta de pago de una hipoteca, mencionando que cada uno de sus dos divorcios le había costado entre 8 y 7 millones de dólares.
En octubre de 2008, Canseco fue detenido por oficiales de inmigración estadounidenses en la frontera de San Diego tratando de cruzar ilegalmente (desde Tijuana, México) gonadotropina, una droga para la fertilidad. Declaró que esta droga era para ayudarle en su terapia de reemplazo hormonal, la cual necesitaba debido al abuso de los esteroides.
En 2008, A&E Network emitió un documental llamado José Canseco: Last Shot en el cual se relatan los intentos de Canseco por terminar su uso de esteroides.

## Estadísticas
| Equipo  | Temporada     | Partidos | Turnos al bat | Carreras | Hits | Dobles | Triples | Home runs | RBIs | Robos | Outs en intentos de robo | BB  | Ponches | Porcentaje de bateo | Porcentaje de slugging |
| ------- | ------------- | -------- | ------------- | -------- | ---- | ------ | ------- | --------- | ---- | ----- | ------------------------ | --- | ------- | ------------------- | ---------------------- |
| OAK     | 1985          | 29       | 96            | 16       | 29   | 3      | 0       | 5         | 13   | 1     | 1                        | 4   | 31      | .302                | .490                   |
| OAK     | 1986          | 157      | 600           | 85       | 144  | 29     | 1       | 33        | 117  | 15    | 7                        | 65  | 175     | .240                | .457                   |
| OAK     | 1987          | 159      | 630           | 81       | 162  | 35     | 3       | 31        | 113  | 15    | 3                        | 50  | 157     | .257                | .470                   |
| OAK     | 1988          | 158      | 610           | 120      | 187  | 34     | 0       | 42        | 124  | 40    | 16                       | 78  | 128     | .307                | .569                   |
| OAK     | 1989          | 65       | 227           | 40       | 61   | 9      | 1       | 17        | 57   | 6     | 3                        | 23  | 69      | .269                | .542                   |
| OAK     | 1990          | 131      | 481           | 83       | 132  | 14     | 2       | 37        | 101  | 19    | 10                       | 72  | 158     | .274                | .543                   |
| OAK     | 1991          | 154      | 572           | 115      | 152  | 32     | 1       | 44        | 122  | 26    | 6                        | 78  | 152     | .266                | .556                   |
| OAK/TEX | 1992          | 119      | 439           | 74       | 107  | 15     | 0       | 26        | 87   | 6     | 7                        | 63  | 128     | .244                | .456                   |
| TEX     | 1993          | 60       | 231           | 30       | 59   | 14     | 1       | 10        | 46   | 6     | 6                        | 16  | 62      | .255                | .455                   |
| TEX     | 1994          | 111      | 429           | 88       | 121  | 19     | 2       | 31        | 90   | 15    | 8                        | 69  | 114     | .282                | .552                   |
| BOS     | 1995          | 102      | 396           | 64       | 121  | 25     | 1       | 24        | 81   | 4     | 0                        | 42  | 93      | .306                | .556                   |
| OAK     | 1996          | 96       | 360           | 68       | 104  | 22     | 1       | 28        | 82   | 3     | 1                        | 63  | 82      | .289                | .589                   |
| OAK     | 1997          | 108      | 388           | 56       | 91   | 19     | 0       | 23        | 74   | 8     | 2                        | 51  | 122     | .235                | .461                   |
| TOR     | 1998          | 151      | 583           | 98       | 138  | 26     | 0       | 46        | 107  | 29    | 17                       | 65  | 159     | .237                | .518                   |
| TB      | 1999          | 113      | 430           | 75       | 120  | 18     | 1       | 34        | 95   | 3     | 0                        | 58  | 135     | .279                | .563                   |
| TB/NYY  | 2000          | 98       | 329           | 47       | 83   | 18     | 0       | 15        | 49   | 2     | 0                        | 64  | 102     | .252                | .444                   |
| CWS     | 2001          | 76       | 256           | 46       | 66   | 8      | 0       | 16        | 49   | 2     | 1                        | 45  | 75      | .258                | .477                   |
| Totales | 17 temporadas | 1887     | 7057          | 1186     | 1877 | 340    | 14      | 462       | 1407 | 200   | 88                       | 906 | 1942    | .266                | .515                   |

- Las cantidades en negrita indican que fue el líder de la liga.